# Mohamed Haouas
Pour les articles homonymes, voir Haouas (homonymie).

a Compétitions nationales et continentales officielles uniquement.

b Matchs officiels uniquement.
Dernière mise à jour le 8 juillet 2024.
Mohamed  Haouas, né le 9 mars 1994 au Havre (Seine-Maritime), est un joueur international français de rugby à XV, qui évolue au poste de pilier droit.
Avec le Montpellier HR, il remporte le Challenge européen en 2021 et devient champion de France en 2022. Avec le XV de France, il remporte le Tournoi des Six Nations 2022 en réalisant le Grand Chelem.

## Biographie

### Jeunesse
Haouas grandi dans un quartier populaire de Montpellier, Le Petit Bard.
Très jeune, Mohamed Haouas pratique le taekwondo puis il découvre le ballon ovale grâce à Hérault Sport, une structure chargée de promouvoir le sport dans les quartiers populaires. Sur les conseils d'un éducateur sportif, il rejoint alors, à l'âge de 15 ans, l'école du Montpellier Hérault rugby (MHR). 

#### Débuts dans le rugby
Encore adolescent, il intègre une école de la Marine nationale française afin d'y suivre une formation, ce qui lui permet de jouer au sein de l'équipe du RCMN (Rugby club de la Marine nationale) puis de devenir international militaire. Affecté au CIRFA (Centre d'information et de recrutement des forces armées) de Montpellier, il reste également à la disposition du club héraultais. 
En octobre 2015, sélectionné avec l'équipe de France militaire, il décroche la médaille de bronze lors de la Coupe du monde militaire qui se dispute en Angleterre.

### Carrière
En 2016, Mohamed Haouas signe un contrat de trois ans avec son club formateur. Il joue son premier match en Top 14 avec le club montpelliérain à l'Altrad Stadium, le samedi 26 août 2017 contre le SU Agen en remplaçant Antoine Guillamon en seconde mi-temps. 
D'origine algérienne et né en France, il possède la double nationalité franco-algérienne. Contacté par la fédération algérienne, il décline la sélection qu'on lui propose.
En 2020, il est appelé pour la première fois dans le groupe de l'équipe de France pour préparer le Tournoi des Six Nations à la suite de la prise de fonction du nouveau sélectionneur Fabien Galthié. Il est titularisé pour le premier match du Tournoi face à l'Angleterre au Stade de France. Il est ensuite reconduit dans le XV de France titulaire pour les trois matchs suivants. À l'occasion du match du 8 mars 2020 contre l'Écosse à Édimbourg, il est exclu à la 37e minute après avoir donné un coup de poing à un joueur écossais. L'équipe de France s'incline 28 à 17 à Murrayfield.
Durant la saison 2021-2022, son club, le MHR, termine à la deuxième place de la phase régulière et se qualifie donc pour les phases finales. Lors de la demi-finale, il est le pilier droit titulaire et le MHR bat l'Union Bordeaux Bègles, se qualifiant ainsi pour la finale. Le 24 juin 2022, il est de nouveau titulaire lors de la finale du Top 14 et affronte victorieusement le Castres olympique (victoire 29 à 10). Il remporte ainsi son deuxième titre avec le club héraultais, après le Challenge européen en 2021. Cette saison 2021-2022, il joue 22 matches toutes compétitions confondues sans marquer d'essai.
En décembre 2022, il est annoncé qu'il rejoint le club de l'ASM Clermont Auvergne pour la saison 2023-2024. Début janvier suivant, il est appelé en équipe de France pour participer au Tournoi des Six Nations 2023,. Durant le match France-Écosse, le 26 février, il écope d'un nouveau carton rouge, cette fois-ci sur un fait de jeu, voulant repousser la pression écossaise sur la ligne d'en-but française, il anticipe la libération mais se retrouve fautif d'un geste non maîtrisé, sa tête frappe celle du demi de mêlée adverse Ben White et il est donc expulsé, la France s'impose tout de même à la fin du match.
En juin 2023, il s'engage au Biarritz olympique pour deux saisons. Il retourne à finalement à Montpellier dès la saison suivante.

## Affaires judiciaires

### 2014: vol en réunion
Il est appréhendé au Petit Bard à Montpellier pour des cambriolages dans des bureaux de tabac en 2014, ce qui a entraîné un emprisonnement en maison d'arrêt, ainsi que cinq ans sous un contrôle judiciaire se terminant juste quelques jours avant sa première sélection en équipe de France.
Le procès du joueur pour ces faits qualifiés de vol en réunion avec effraction a lieu le 4 février 2022. Il est condamné à 18 mois de prison avec sursis et 15 000 euros d'amende.

### Mai 2023: violences conjugales
Le 26 mai 2023, Mohamed Haouas est placé en garde à vue pour des faits de violences conjugales, qui se sont déroulés au centre-ville de Montpellier. En attente de son jugement en comparution immédiate le 30 mai, il est placé en détention provisoire. Le 30 mai, le tribunal correctionnel de Montpellier le condamne à une peine d'un an de prison ferme aménageable, ce qui lui évite de retourner en détention,.
Après cette nouvelle condamnation judiciaire, l'ASM Clermont annonce qu'il ne jouera finalement pas sous les couleurs clermontoises. De plus, la FFR annonce également la fin de sa carrière internationale.

### Juin 2023: bagarre dans une boulangerie
Le 30 juin 2023, il est condamné pour une bagarre dans une boulangerie, dans laquelle il avait été impliqué le 1er janvier 2014, et déclare faire appel,.

## Statistiques
| Année | Compétition                 | Matchs | Points | Essais |
| ----- | --------------------------- | ------ | ------ | ------ |
| 2020  | Six Nations                 | 5      | 0      | 0      |
| 2020  | Test matchs                 | 1      | 0      | 0      |
| 2020  | Coupe d'automne des nations | 1      | 0      | 0      |
| 2021  | Six Nations                 | 5      | 0      | 0      |
| 2021  | Test matchs                 | 1      | 0      | 0      |
| 2022  | Six Nations                 | 2      | 0      | 0      |
| 2023  | Six Nations                 | 1      | 0      | 0      |
| Total | Total                       | 16     | 0      | 0      |

## Palmarès

### En club
Montpellier HR

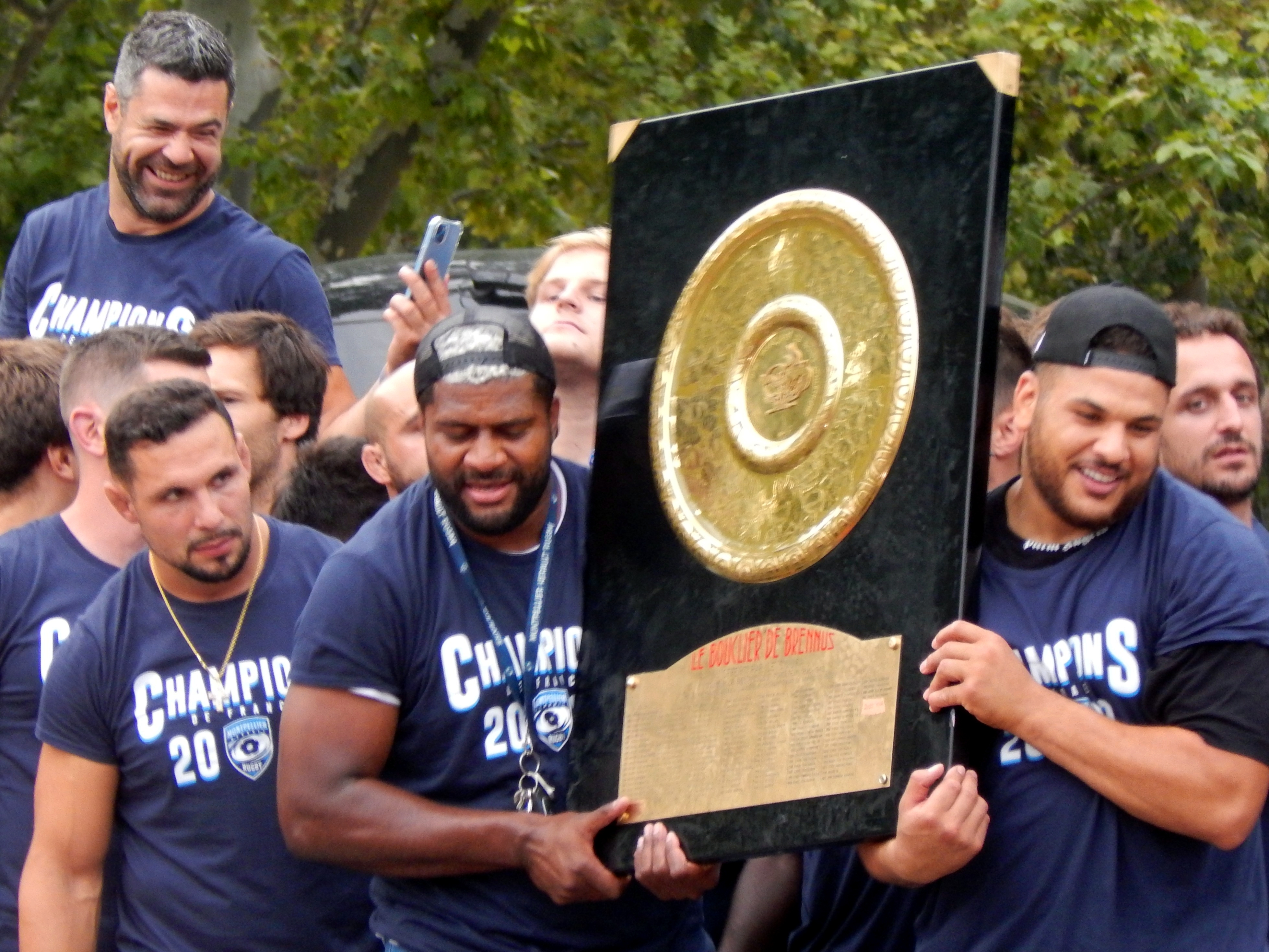
Mohamed Haouas (à droite), champion de France en 2022, avec Montpellier.

- Finaliste du Championnat de France en 2018
- Vainqueur du Challenge européen en 2021
- Vainqueur du Championnat de France en 2022

### En équipe nationale
| Édition          | Rang | Résultats France | Résultats Haouas | Matchs Haouas |
| ---------------- | ---- | ---------------- | ---------------- | ------------- |
| Six Nations 2020 | 2    | 4 v, 0 n, 1 d    | 4 v, 0 n, 1 d    | 5/5           |
| Six Nations 2021 | 2    | 3 v, 0 n, 2 d    | 3 v, 0 n, 2 d    | 5/5           |
| Six Nations 2022 | 1    | 5 v, 0 n, 0 d    | 2 v, 0 n, 0 d    | 2/5           |
| Six Nations 2023 | 2    | 4 v, 0 n, 1 d    | 1 v, 0 n, 0 d    | 1/5           |

Légende : v = victoire ; n = match nul ; d = défaite ; la ligne est en gras quand il y a Grand Chelem.